# Големият Лебовски
„Големият Лебовски“ (на английски: The Big Lebowski) е американско-британска криминална комедия от 1998 година на режисьорите братя Коен по техен собствен сценарий.
В центъра на сюжета е лосанджелиски безделник, който е ангажиран от свой съименник милионер да предаде откупа за отвлечената му съпруга, но попада в поредица от премеждия. Главните роли се изпълняват от Джеф Бриджис, Джон Гудман, Стив Бусеми.
„Големият Лебовски“ е номиниран за наградата „Златна мечка“ на Берлинския международен кинофестивал, както и за „Емпайър“ за най-добър филм и за най-добър актьор. През 2014 г. е включен в Националния филмов регистър към Библиотеката на конгреса на САЩ.